# Козырев, Андрей Леонидович
Андрей Леонидович Козырев (род. 17 июня 1973, Северск, Томская область) — российский хоккеист, защитник. Тренер.

## Клубная карьера
Начал карьеру в 1990 году в составе харьковского «Динамо». В своём дебютном сезоне провёл 6 матчей, не набрав ни одного очка, однако уже на следующий год стал основным защитником команды, приняв участие в 41 игре. Перед стартом сезона 1993/94 Козырев стал игроком череповецкого «Металлурга», где выступал на протяжении последующих четырёх лет, набрав за это время 5 (3+2) очков в 166 проведённых матчах.
В 1997 году подписал контракт с клубом «Индианаполис Айс». После двух лет, проведённых в Северной Америке, Козырев вернулся в Россию, заключив соглашение с казанским «Ак Барсом». Приняв участие лишь в трёх матчах, вернулся в Череповец, где два года спустя завоевал бронзовые медали чемпионата страны. После этого перешёл в московское «Динамо», однако уже после семи матчей разорвал соглашение и стал игроком команды Высшей лиги ХК ЦСКА. Проведя лишь одну встречу, подписал контракт с петербургским СКА. После завершения сезона 2001/02 перешёл в новосибирскую «Сибирь», однако, проведя в её составе лишь 7 встреч, вновь стал игроком петербургского клуба, где и выступал на протяжении последующих двух лет, сыграв за это время 63 матча, и набрав 8 (3+5) очков.
Перед началом сезона 2004/05 Козырев заключил соглашение с клубом второго шведского дивизиона «Арбуга» и после 7 матчей стал игроком французского «Гапа». Летом 2005 года вернулся на родину, подписав контракт с чеховским «Витязем», в составе которого в сезоне 2005/06 провёл 41 матч, набрав 4 (1+3) очка, а также 131 минуту штрафа. После этого руководство клуба приняло решение продлить соглашение с игроком ещё на один сезон, в течение которого Козырев продолжил действовать в агрессивной манере, в 47 матчах отметившись лишь 1 (0+1) набранным очком и 127 минутами штрафа. 27 июня 2007 года продлил срок действия контракта с «Витязем» ещё на один сезон, принял участие в 20 играх клуба, не набрав в них одного очка, и отметившись 89 штрафными минутами. 11 марта 2008 года Козырев покинул чеховский клуб, после чего прошла информация о том, что он заключил соглашение с минским «Динамо». Однако позже подписал контракт с клубом Высшей лиги «Рысь», где спустя год и завершил свою игровую карьеру.

## Карьера в сборной
В составе сборной России принимал участие в одном из этапов Еврохоккейтура в сезоне 1996/97, набрав 1 (0+1) очко в 4 проведённых матчах.

## Тренерская карьера
Сразу после окончания игровой карьеры в 2009 году перешёл на работу менеджером по спортивным вопросам в чеховском «Витязе», 30 декабря того же года был назначен ассистентом главного тренера команды. В октябре 2010 года новым наставником клуба стал Андрей Назаров, и Козырев вместе с Игорем Каляниным были назначены его помощниками. 18 мая 2012 года Назаров был назначен главным тренером череповецкой «Северстали», сразу после чего он вновь пригласил на пост своих ассистентов Козырева и Калянина.

## Достижения
- Бронзовый призёр чемпионата России 2001.

## Статистика выступлений
|                 |                  |                 | Регулярный сезон | Регулярный сезон | Регулярный сезон | Регулярный сезон | Регулярный сезон | Регулярный сезон | Плей-офф | Плей-офф | Плей-офф | Плей-офф | Плей-офф | Плей-офф |
| Сезон           | Команда          | Лига            | Игр              | Г                | П                | Очк              | +/-              | Штр              | Игр      | Г        | П        | Очк      | +/-      | Штр      |
| --------------- | ---------------- | --------------- | ---------------- | ---------------- | ---------------- | ---------------- | ---------------- | ---------------- | -------- | -------- | -------- | -------- | -------- | -------- |
| 1991/92         | Динамо Хв        | СНГ             | 41               | 0                | 0                | 0                | --               | 8                | —        | —        | —        | —        | —        | —        |
| 1993/94         | Металлург Чц     | МХЛ             | 43               | 0                | 2                | 2                | --               | 84               | 2        | 0        | 0        | 0        | --       | 0        |
| 1994/95         | Северсталь       | МХЛ             | 40               | 0                | 0                | 0                | --               | 36               | —        | —        | —        | —        | —        | —        |
| 1995/96         | Северсталь       | МХЛ             | 52               | 2                | 0                | 2                | --               | 55               | 4        | 0        | 0        | 0        | --       | 4        |
| 1996/97         | Северсталь       | Суперлига       | 24               | 1                | 0                | 1                | --               | 40               | 1        | 0        | 0        | 0        | --       | 25       |
| 1997/98         | Индианаполис Айс | IHL             | 13               | 0                | 1                | 1                | -7               | 28               | —        | —        | —        | —        | —        | —        |
| 1998/99         | Индианаполис Айс | IHL             | 61               | 1                | 2                | 3                | -1               | 81               | 5        | 0        | 0        | 0        | -2       | 2        |
| 1998/99         | Коламбус Чилл    | ECHL            | 3                | 0                | 1                | 1                | -1               | 11               | —        | —        | —        | —        | —        | —        |
| 1999/00         | Ак Барс          | Суперлига       | 3                | 0                | 0                | 0                | +3               | 10               | —        | —        | —        | —        | —        | —        |
| 1999/00         | Северсталь-2     | Первая лига     | 3                | 0                | 2                | 2                | --               | 4                | —        | —        | —        | —        | —        | —        |
| 1999/00         | Северсталь       | Суперлига       | 25               | 0                | 3                | 3                | -1               | 45               | 7        | 0        | 0        | 0        | +6       | 8        |
| 2000/01         | Северсталь       | Суперлига       | 24               | 0                | 3                | 3                | --               | 67               | —        | —        | —        | —        | —        | —        |
| 2001/02         | Динамо Мск-2     | Первая лига     | 2                | 0                | 0                | 0                | --               | 6                | —        | —        | —        | —        | —        | —        |
| 2001/02         | Динамо Мск       | Суперлига       | 7                | 0                | 1                | 1                | +3               | 18               | —        | —        | —        | —        | —        | —        |
| 2001/02         | ХК ЦСКА          | Высшая лига     | 1                | 0                | 0                | 0                | -1               | 0                | —        | —        | —        | —        | —        | —        |
| 2001/02         | СКА-2            | Первая лига     | 2                | 0                | 0                | 0                | --               | 18               | —        | —        | —        | —        | —        | —        |
| 2001/02         | СКА              | Суперлига       | 18               | 1                | 3                | 4                | -4               | 35               | —        | —        | —        | —        | —        | —        |
| 2002/03         | Сибирь           | Суперлига       | 7                | 0                | 0                | 0                | -5               | 14               | —        | —        | —        | —        | —        | —        |
| 2002/03         | СКА              | Суперлига       | 30               | 2                | 4                | 6                | -2               | 48               | —        | —        | —        | —        | —        | —        |
| 2003/04         | СКА-2            | Первая лига     | 20               | 4                | 6                | 10               | --               | 28               | —        | —        | —        | —        | —        | —        |
| 2003/04         | СКА              | Суперлига       | 33               | 1                | 1                | 2                | -12              | 24               | —        | —        | —        | —        | —        | —        |
| 2004/05         | Арбога           | Аллсвенскан     | 7                | 0                | 0                | 0                | --               | 14               | —        | —        | —        | —        | —        | —        |
| 2004/05         | Гап              | Лига Магнуса    | 18               | 3                | 2                | 5                | --               | 59               | 1        | 0        | 0        | 0        | --       | 0        |
| 2005/06         | Витязь           | Суперлига       | 41               | 1                | 3                | 4                | -5               | 131              | —        | —        | —        | —        | —        | —        |
| 2006/07         | Витязь-2         | Первая лига     | 1                | 0                | 0                | 0                | --               | 0                | —        | —        | —        | —        | —        | —        |
| 2006/07         | Витязь           | Суперлига       | 46               | 0                | 1                | 1                | -1               | 127              | 1        | 0        | 0        | 0        | --       | 0        |
| 2007/08         | Витязь-2         | Первая лига     | 19               | 1                | 3                | 4                | --               | 24               | —        | —        | —        | —        | —        | —        |
| 2007/08         | Витязь           | Суперлига       | 20               | 0                | 0                | 0                | -12              | 89               | —        | —        | —        | —        | —        | —        |
| 2008/09         | Рысь             | Высшая лига     | 57               | 0                | 7                | 7                | +2               | 80               | —        | —        | —        | —        | —        | —        |
| Всего в карьере | Всего в карьере  | Всего в карьере | 661              | 17               | 45               | 62               | -44              | 1184             | 21       | 0        | 0        | 0        | +4       | 39       |